# 仁保津駅
仁保津駅（にほづえき）は、山口県山口市小郡上郷仁保津上にある、西日本旅客鉄道（JR西日本）山口線の駅である。

## 歴史
- 1972年（昭和47年）4月10日：国鉄山口線上郷 - 大歳間に仁保津仮乗降場として新設[1][2]。
- 1987年（昭和62年）4月1日：国鉄分割民営化に伴い、JR西日本に移管。同時に仁保津駅に昇格[3]。但し、営業キロは設定されず[2]。
- 1990年（平成2年）3月10日：営業キロ設定[2]。

## 駅構造
益田方面に向かって単式ホーム1面1線を有する地上駅（停留所）。
新山口駅管理の無人駅。新山口駅側の市道に面した場所に自動券売機と時刻表等の設置された簡易駅舎が建てられており、その脇に鉄骨組みのホームがある。トイレは無い。

## 利用状況
近年の1日平均乗車人員の推移は以下の通り。
| 乗車人員推移 | 乗車人員推移 |
| 年度         | 1日平均人数  |
| ------------ | ------------ |
| 1999         | 381          |
| 2000         |              |
| 2001         | 371          |
| 2002         | 345          |
| 2003         | 356          |
| 2004         | 297          |
| 2005         | 290          |
| 2006         | 288          |
| 2007         | 292          |
| 2008         | 289          |
| 2009         | 281          |
| 2010         | 303          |
| 2011         | 331          |
| 2012         | 352          |
| 2013         | 362          |
| 2014         | 334          |
| 2015         | 383          |
| 2016         | 392          |
| 2017         | 385          |
| 2018         | 387          |
| 2019         | 392          |
| 2020         | 383          |
| 2021         | 363          |
| 2022         | 351          |

## 駅周辺
旧小郡町北端、国道9号と椹野川に挟まれた場所にある。国道北側は元々山に囲まれた農業集落で、山を切開いた場所と駅東側の椹野川沿いを中心に小規模な開発が行われている。
- 中国自動車道 小郡IC
- 山口県立山口農業高等学校
- 山口県流通センター
- JRAウインズ小郡（場外勝馬投票券発売所）

## バス路線
駅から徒歩2分の国道9号沿いに「仁保津駅前」停留所がある。
- 防長交通
  - 高速バス
    - 福岡・防府・周南ライナー 博多バスターミナル 行

  - 路線バス
    - 新山口 行、湯田温泉・山口市街・宮野・仁保 行

## その他
- 1980年（昭和55年）11月15日にテレビ朝日系で放送された「土曜ワイド劇場 運命の旅路 謎の特急出雲1号」（猪又憲吾監督、斎藤武市脚本、丘みつ子主演）で“時刻表に出ていない「駅」”（当時は仮乗降場）としてトリックの要に登場する。なお、原作である斎藤栄の小説「運命の旅路」には全く登場していない。

## 隣の駅
西日本旅客鉄道（JR西日本）
■山口線
上郷駅 - 仁保津駅 - 大歳駅